# Літл-Рок
Літл-Рок, або Литл-Рок (англ. Little Rock) — місто (англ. city) в США, в окрузі Пуласкі, столиця штату Арканзас. Населення — 202 591 особа (2020). Є центром агломерації, що у 2006 році налічувала 652,8 тис. мешканців.
Розташоване на лівому березі річки Арканзас, навпроти міста Норт-Літл-Рок.

## Географія
Літл-Рок розташований за координатами 34°43′32″ пн. ш. 92°21′31″ зх. д. / 34.72556° пн. ш. 92.35861° зх. д. (34.725432, -92.358556). За даними Бюро перепису населення США в 2010 році місто мало площу 313,37 км², з яких 308,73 км² — суходіл та 4,64 км² — водойми.

### Клімат
Місто знаходиться у зоні, котра характеризується вологим субтропічним кліматом. Найтепліший місяць — липень із середньою температурою 28.2 °C (82.8 °F). Найхолодніший місяць — січень, із середньою температурою 4.9 °С (40.8 °F).
| Клімат Літл-Рока        | Клімат Літл-Рока | Клімат Літл-Рока | Клімат Літл-Рока | Клімат Літл-Рока | Клімат Літл-Рока | Клімат Літл-Рока | Клімат Літл-Рока | Клімат Літл-Рока | Клімат Літл-Рока | Клімат Літл-Рока | Клімат Літл-Рока | Клімат Літл-Рока | Клімат Літл-Рока |
| Показник                | Січ.             | Лют.             | Бер.             | Квіт.            | Трав.            | Черв.            | Лип.             | Серп.            | Вер.             | Жовт.            | Лист.            | Груд.            | Рік              |
| Абсолютний максимум, °C | 28,3             | 29,4             | 32,8             | 35               | 36,7             | 41,7             | 44,4             | 45,6             | 41,1             | 36,1             | 30               | 26,7             | 45,6             |
| Середній максимум, °C   | 10,3             | 12,8             | 17,8             | 22,8             | 27,3             | 31,6             | 33,6             | 33,7             | 29,8             | 23,8             | 17,2             | 11,3             | 22,7             |
| Середня температура, °C | 4,9              | 7,1              | 11,9             | 16,7             | 21,7             | 26,2             | 28,2             | 28,1             | 23,9             | 17,6             | 11,4             | 6,1              | 17,1             |
| Середній мінімум, °C    | −0,4             | 1,4              | 5,9              | 10,6             | 16,2             | 20,8             | 22,9             | 22,4             | 18,1             | 11,4             | 5,7              | 0,9              | 11,4             |
| Абсолютний мінімум, °C  | −20              | −20,6            | −11,7            | −2,2             | 4,4              | 7,8              | 12,2             | 11,1             | 2,8              | −1,7             | −8,3             | −18,3            | −20,6            |
| Норма опадів, мм        | 91.4             | 94               | 119.4            | 129.5            | 124.5            | 94               | 83.8             | 66               | 81.3             | 124.5            | 134.6            | 127              | 1264.9           |
| Днів з опадами          | 8,9              | 9,1              | 9,8              | 9,4              | 11,1             | 8,7              | 8,2              | 6,4              | 7,3              | 8,2              | 8,9              | 9,7              | 105,7            |
| Днів з дощем            | 10               | 9                | 10               | 10               | 10               | 8                | 8                | 7                | 7                | 7                | 8                | 9                | 105              |
| Днів зі снігом          | 0,6              | 0,6              | 0,3              | 0                | 0                | 0                | 0                | 0                | 0                | 0                | 0                | 0,2              | 1,7              |
| Вологість повітря, %    | 69.1             | 66.6             | 65.3             | 66.7             | 72.5             | 72.2             | 71.6             | 69.7             | 69.4             | 70.6             | 70.5             | 70.7             | 69.6             |
| ----------------------- | ---------------- | ---------------- | ---------------- | ---------------- | ---------------- | ---------------- | ---------------- | ---------------- | ---------------- | ---------------- | ---------------- | ---------------- | ---------------- |
| Джерело: Weatherbase    |                  |                  |                  |                  |                  |                  |                  |                  |                  |                  |                  |                  |                  |

## Демографія
Згідно з переписом 2010 року, у місті мешкали 193 524 особи в 82 018 домогосподарствах у складі 47 799 родин. Густота населення становила 618 осіб/км². Було 91288 помешкань (291/км²).
Расовий склад населення:
| - 48,9 % — білих - 42,3 % — чорних або афроамериканців - 2,7 % — азіатів - 0,4 % — корінних американців - 0,1 % — вихідців з тихоокеанських островів - 3,9 % — осіб інших рас |

До двох чи більше рас належало 1,7 %. Іспаномовні складали 6,8 % від усіх жителів.
За віковим діапазоном населення розподілялося таким чином: 24,1 % — особи молодші 18 років, 64,6 % — особи у віці 18—64 років, 11,3 % — особи у віці 65 років та старші. Медіана віку мешканця становила 35,1 року. На 100 осіб жіночої статі у місті припадало 91,1 чоловіків; на 100 жінок у віці від 18 років та старших — 87,9 чоловіків також старших 18 років.
Середній дохід на одне домашнє господарство становив 71 162 долари США (медіана — 46 085), а середній дохід на одну сім'ю — 91 640 доларів (медіана — 61 635). Медіана доходів становила 45 530 доларів для чоловіків та 37 806 доларів для жінок. За межею бідності перебувало 17,8 % осіб, у тому числі 24,8 % дітей у віці до 18 років та 8,4 % осіб у віці 65 років та старших.
Цивільне працевлаштоване населення становило 93 853 особи. Основні галузі зайнятості: освіта, охорона здоров'я та соціальна допомога — 30,1 %, роздрібна торгівля — 12,0 %, науковці, спеціалісти, менеджери — 10,5 %.

## Походження назви
Назву місцевості (little rock — «маленька скеля») дав в 1722 році французький дослідник Бернар де ла Арп, що пропонував заснувати тут торговий порт.
У 1957 році, після того, як расистське керівництво міста на чолі з губернатором О. Фобусом перешкодило вступу дев'яти чорношкірих дітей до Центральної середньої школи, президент США Дуайт Ейзенхауер наказав ввести до Літл-Рока війська, які зломили опір расистів. Так місто стало одним з символів боротьби американського негритянського населення за цивільні права.

## Економіка
Проте місто з'явилося лише в 1831 році; до XX століття, з розвитком добування бокситів, Літл-Рок став крупним економічним центром. До нашого часу в місті розвинені приладобудування (зокрема виробництво фото- і кіноапаратури, авіаційних деталей, годинників), збройове виробництво (Remington Arms), хімічна, деревообробна, целюлозно-паперова промисловість. Діють заводи по переробці бокситів (алюмінієвий, глиноземний). Традиційно розвинена переробка сільськогосподарської продукції.
Літл-рок — одна з найбільших баз ВПС США.

## Транспорт
З листопада 2004 року в місті працює трамвайна лінія, що сполучає Літл-Рок з містом Норт-Літл-Рок. Лінію обслуговують сучасні вагони побудовані у вигляді історичних вагонів що курсували містом у 1930-х роках.

## Освіта
У місті — філія Арканзаського університету, коледжі (Арканзасський баптистський і коледж Філандера Сміта).

## Визначні пам'ятки
З визначних пам'яток варто відзначити Капітолій, що побудований в 1916 році і є зменшеною копією вашингтонського (всього в місті три будівлі законодавчих зборів штату — винятковий для США випадок); Арканзаський центр мистецтв; музей науки і природної історії; будинок-музей Дугласа Макартура. Є театр, симфонічний оркестр. З 2004 року працює президентська бібліотека Біла Клінтона.

## Відомі люди
У Літл-Року народилися генерал Дуглас Макартур і солістка Evanescence Емі Лі.
- Гілберт Андерсон (1880-1971) — американський актор, сценарист, кінорежисер і кінопродюсер, перша зірка вестернів.
- Бетті Франциско (1900-1950) — американська киноактриса

Тут померли:
- засновник мережі магазинів роздрібної торгівлі Сем Волтон.
- Дженні Делоні — американська художниця, педагог і громадський діяч.